# SOS Médecins
Pour les articles homonymes, voir Médecin (homonymie) et SOS (homonymie).
En France, SOS Médecins France est une fédération d'associations à but non lucratif⁣⁣, reconnue d'utilité publique et un service médical libéral d'urgence à domicile fondé en 1966. Celles-ci travaillent sept jours sur sept et vingt-quatre heures sur vingt-quatre et participent, en liaison étroite avec les services publics d'urgence (SAMU, pompiers, hôpitaux), à la permanence des soins dans de nombreux centres urbains et leur périphérie. Le concept et le fonctionnement de SOS Médecins ont été repris dans plusieurs pays étrangers.

## Historique
Marcel Lascar, médecin généraliste parisien, conçoit en 1966 le projet d'un service médical d'urgence au domicile des patients. En effet, un de ses patients était décédé un week-end faute d'avoir pu trouver un médecin disponible à son chevet, alors que le même docteur Lascar était parvenu à faire venir chez lui au beau milieu de la nuit un plombier pour colmater une fuite d'eau. « En France, on traite mieux les tuyaux de plomb que les coronaires », s'exclamera devant la presse le médecin. Ce généraliste conceptualise ainsi un service privé disponible aux heures de nuit. La première association commence donc officiellement le 20 juin 1966 (sous le nom de « Groupement médical pour les visites à domicile », puis de « SOS Docteur nuit » avant de rapidement prendre le nom définitif de « SOS Médecins »), alors cantonnée à couvrir la plage horaire nocturne (20 heures - 8 heures). Dès juin 1966, plusieurs journaux (comme France Soir et Le Monde) informent le grand public parisien de l'existence de ce nouveau service médical. L'arrivée du SAMU dès 1970 et du numéro d'appel d'urgence 15 en 1980 permet, en collaboration avec les services du secteur libéral, une couverture efficace de la permanence des soins. SOS Médecins, disposant de son propre plateau technique de régulation médicale, travaille ainsi en synergie avec le SAMU.
Dans les années 2010-2020, en raison de l'augmentation des violences contre les professions médicales, SOS Médecins annonce ne plus se rendre dans certains quartiers notamment à Marseille, Nice, Lyon, Toulon,,,.

## Fonctionnement
En 2019, SOS Médecins France est composée de 63 associations réparties sur le territoire national, en métropole et en Outre-mer. La structure fédérative, SOS Médecins France, est créée en 1982 par Jean-Baptiste Delmas. Environ 1 300 médecins travaillent dans les différentes unités loco-régionales. Ils réalisent 70% de la couverture libérale de permanence de soins en milieu urbain et semi-urbain, de jour comme de nuit (60% des actes sont effectués la nuit, le weekend et les jours fériés),.
Malheureusement, dans certaines régions, ils ne suppléaient pas aux déserts médicaux, comme dans le Massif central, certains départements de Nouvelle Aquitaine, d'Occitanie ou du nord du Grand Est, et même dans les Bouches-du-Rhône.
Le fonctionnement de SOS Médecins répond à un cahier des charges : qualification des médecins, voiture blanche débanalisée, gyrophare, mallette d'urgence, traçabilité sur smartphone. Les structures de SOS Médecins disposent d'un plateau technique multifonction : standard téléphonique, applicatif informatique à métier spécifique, traçabilité, enregistrements d'appels.
Certains centres disposent de services complémentaires : cardiologie, doppler, urgences dentaires, vaccinations et conseils pour les voyages à l'étranger. Des centres de consultations sont proposés partout en France.
En épidémiologie, SOS Médecins France publie régulièrement des rapports dans le cadre de sa collaboration, d'abord avec l'Institut de veille sanitaire, avec lequel il a signé une convention de partenariat en 2006, puis avec Santé Publique France depuis la création de cet organisme.
Une cellule humanitaire intervient à travers le monde (Haïti, Népal), éventuellement en partenariat avec d'autres ONG (Samu social, Secouristes sans frontières).

## Communication

### Anciennes dénominations
- Groupement médical pour les visites à domicile
- SOS Docteur nuit
- SOS Médecins

## Influence
En 1967, des médecins de Londres, New York ou Rome sont venus étudier le mode de fonctionnement de l'association. À Dakar (Sénégal), Athènes (Grèce), Bruxelles (Belgique) ou Genève (Suisse), SOS Médecins participe à la couverture des soins à domicile par des équipes de médecins libéraux. D'autres entreprises privées dans d'autres pays, sans en emprunter le nom, reprennent le concept (comme à Londres ou Los Angeles).

## Médias

### Documentaire
- En 1967, SOS Médecins est le sujet du documentaire de la Gaumont (La revue du monde) intitulé Cinq devant la nuit du réalisateur Léo Jannon.
- En 1999, le docteur Etienne raconte dans Tranches de nuits, publié aux éditions Albin Michel, des histoires vraies qui lui sont arrivées en vingt ans de médecine à SOS Médecins Île-de-France.
- En 2007, le réalisateur américain Michael Moore filme dans Sicko les équipes de SOS Médecins, mettant en exergue le principe de solidarité du système de santé français.
- En 2011, SOS Médecins. 26 minutes.TF1. Réalisation Jean-Marc Labrousse.
- En juin 2014, 40 ans de SOS Médecins à Bordeaux. France 3 Aquitaine.
- En 2014, SOS Médecins France par Patrick Simonelli.

### Fiction
- En 1982, dans le film Ma femme s'appelle reviens, l'acteur Michel Blanc interprète le rôle d'un médecin de nuit de SOS Médecins, victime de déboires affectifs et d'insomnies.
- En 2019, Michel Blanc interprète également un médecin de SOS Médecins dans le film Docteur ? de Tristan Séguéla[11].
- De 1978 à 1986, une série télévisée intitulée Médecins de nuit s'inspire, tant dans le fond que dans la forme, du travail effectué par les équipes de SOS Médecins.
- L'humoriste Jean-Marie Bigard évoque à sa manière les professionnels de SOS Médecins dans son sketch L'Exorciste.
- L'écrivaine Delphine de Vigan fait d'un médecin urgentiste libéral l'un des personnages principaux de son roman Les Heures souterraines.